# الیاف رابط
الیاف رابط (به انگلیسی: Commissural Fibers) یا الیاف عرضی (به انگلیسی: Transverse Fibers) آکسون‌هایی اند که دو نیم‌کره مغز را به هم متصل می کنند. الیاف محدود به هر نیم‌کره، در مقایسه، الیاف رابط نواحی یک نیم‌کره را به همان نیم‌کره مغز وصل کرده و الیاف پرتابی هر ناحیه را به بخش های دیگر مغز یا طناب نخاعی وصل می کنند.